# Francis Van Litsenborgh
Théodore Francis Van Litsenborgh, né le 7 janvier 1966 à Issy-les-Moulineaux est un physionomiste et acteur français.

## Biographie
En 1999, il présente Supplément détachable, une émission de courts-métrages diffusée sur Canal+. En 2003, il débute comme physionomiste puis est embauché l'année suivante au Baron. À partir de l'automne 2011, il exerce ce même métier au Silencio.

## Filmographie partielle

### Cinéma
- 2000 : La Bostella d'Édouard Baer - Francis
- 2005 : Akoibon d'Édouard Baer - Walter
- 2007 : Molière de Laurent Tirard - le notaire de Dorante
- 2013 : L'Écume des jours de Michel Gondry - l'huissier de la société
- 2013 : Le Grand Méchant Loup de Nicolas Charlet et Bruno Lavaine - Le père Aymeric
- 2014 : Eden de Mia Hansen-Løve - Physio Silencio
- 2016 : Solange et les Vivants d'Ina Mihalache - Le propriétaire

### Télévision
- 1996 - 1997 : À la rencontre de divers aspects du monde contemporain ayant en commun leur illustration sur support audiovisuel (série TV)
- 2002 : Jean Moulin d'Yves Boisset - Le fonctionnaire